# Michał (Storożenko)
Michał, imię świeckie Michaił Aleksiejewicz Storożenko (ur. 16 września 1924 w Charkowie, zm. 22 kwietnia 2019) – rosyjski duchowny prawosławny służący w jurysdykcji Patriarchatu Konstantynopola.

## Życiorys
Emigrował ze Związku Radzieckiego do Francji w 1943 r. Wyemigrował z resztkami pokonanej armii niemieckiej przez Polskę i Niemcy i dotarł do obozu dla przesiedleńców w regionie Liège-Charleroi we wschodniej Belgii, gdzie podjął pracę w kopalniach i fabrykach. Pod koniec II wojny światowej, będąc na emigracji w Belgii, zmienił rok urodzenia na 1929, zmniejszając o pięć lat wiek w swoich oficjalnych dokumentach, aby uniknąć przewidzianej umowami konferencji jałtańskiej gwałtownej repatriacji do ZSRR, ponieważ w tym kraju byli obywatele radzieccy, którzy nie osiągnęli pełnoletności, nie podlegali deportacji.
Przebywając w Belgii poznał miejscowe rosyjskie wspólnoty prawosławne, kierowane wówczas przez protojereja Jana Bekisza i protojereja Walenta Romenskiego. Dużą rolę w jego późniejszym życiu miała wizyta biskupa Kasjana (Biezobrazowa), będącego wówczas rektorem Instytutu Teologicznego św. Sergiusza w Paryżu oraz archimandryty Sawy (Szymkiewicza), sekretarza diecezjalnego przy metropolicie Włodzimierzu (Tichonickim), w obozach rosyjskich przesiedleńców w Belgii w 1948. Obaj przekonali Michaiła, by przyjechał do Paryża i podjął studia w Instytucie Teologicznym św. Sergiusza, co uczynił w 1949 r.
Z wykształcenia był elektrotechnikiem. W 1953 r. ukończył studia teologiczne w Instytucie św. Sergiusza z Radoneża w Paryżu. W latach 1954–1957 uczył się w szkole śpiewu Inny Rogowskiej.
7 grudnia 1957 został wyświęcony na diakona przez biskupa Kasjana (Biezobrazowa). Służył w soborze św. Aleksandra Newskiego w Paryżu. 
25 maja 1995 został wyświęcony na kapłana. 8 października 1995 otrzymał chirotonię biskupią jako biskup pomocniczy Zachodnioeuropejskiego Egzarchatu Parafii Rosyjskich ze stolicą tytularną w Klaudiopolis. Służył w cerkwi św. Sergiusza z Radoneża w Paryżu.
1 maja 2003 był jednym z trzech kandydatów w wyborach na zwierzchnika Egzarchatu (Rosyjskiego Arcybiskupstwa). W swoim przemówieniu na nadzwyczajnym zgromadzeniu diecezjalnym arcybiskupstwa poparł propozycję patriarchy moskiewskiego Aleksego II ustanowienia w Europie Zachodniej jednolitego okręgu metropolitalnego Patriarchatu Moskiewskiego, który obejmowałby wszystkie parafie prawosławne, klasztory i wspólnoty pochodzenia rosyjskiego i rosyjskiej tradycji duchowej, wyrażając przekonanie, że nadszedł czas, aby przezwyciężyć podziały. Uważał, że zjednoczenie trzech jurysdykcji w jedną autonomiczną metropolię będzie pierwszym etapem na drodze do utworzenia samodzielnego Kościoła lokalnego, podczas gdy odrzucenie tej propozycji oznacza przejęcie odpowiedzialności za dalszy podział. Jednak większość zgromadzonych go nie poparła. W pierwszej turze biskup Michał otrzymał 44 głosy, ustępując biskupowi komańskiemu Gabrielowi (de Vylderowi), który uzyskał 118 głosów.
Po tych wydarzeniach Michał (Storożenko) przestał brać udział w posiedzeniach Diecezjalnej Rady Arcybiskupiej, której członkiem był na stanowisku od 1995, podobnie jak w życiu arcybiskupstwa w ogóle, ale nadal służył w niedziele i wielkie święta w cerkwi św. Sergiusza z Radoneża w Paryżu. 17 grudnia 2009 został zwolniony ze stanowiska proboszcza ze względu na wiek i stan zdrowia. Nadano mu honorowe zwierzchnictwo nad parafią. Ostatnie lata życia spędził w domu córki pod Chartres. Cierpiał na ciężką chorobę nerek.
Zmarł 22 kwietnia 2019 r.